# Crescent Automobile & Supply Company
Crescent Automobile & Supply Company war ein US-amerikanischer Hersteller von Automobilen.

## Unternehmensgeschichte
O. H. Van Kleck gründete das Unternehmen im Frühsommer 1905. Der Sitz war in St. Louis in Missouri. Im gleichen Jahr begann die Produktion von Automobilen. Der Markenname lautete Crescent. Noch 1905 endete die Produktion. Insgesamt entstanden nur wenige Fahrzeuge.
Es gab keine Verbindungen zu den anderen Herstellern von Fahrzeugen der Marke Crescent: Crescent Motor Car Company und Crescent Motor Company.

## Fahrzeuge
Im Angebot stand nur ein Modell. Es hatte einen Zweizylindermotor. Zwei Aufbauten standen zur Wahl. Der Roadster hatte 244 cm Radstand. Ein etwas längeres Fahrgestell mit 254 cm Radstand bildete die Basis für einen Tourenwagen.